# QS World University Rankings
QS World University Rankings este o publicație anuală a clasificării mondiale a universităților. Ea constă din trei părți: clasificarea globală, clasificarea după subiecte (pentru 51 de subiecte și cinci domenii de specialitate), ca și cinci clasificări regionale independente (Asia, America Latină, Europa și Asia Centrală în dezvoltare, BRICS).

## 2022
| Clasificare | Universitate                                       | Procentaj puncte |
| 1           | Massachusetts Institute of Technology (MIT)        | 100              |
| 2           | University of Oxford                               | 99,5             |
| 3 ex aequo  | Stanford University                                | 98,7             |
| 3 ex aequo  | University of Cambridge                            | 98,7             |
| 5           | Harvard University                                 | 98               |
| 6           | California Institute of Technology (Caltech)       | 97,4             |
| 7           | Imperial College London                            | 97,3             |
| 8 ex aequo  | ETH Zurich - Swiss Federal Institute of Technology | 95,4             |
| 8 ex aequo  | UCL                                                | 95,4             |
| 10          | University of Chicago                              | 94,5             |

Conform QS World University Ranking – ediția 2022, România nu mai are nicio universitate în top 1000.
| Clasificare | Universitate                        |
| 1001–1200   | Universitatea Babeș-Bolyai          |
| 1001–1200   | Universitatea de Vest din Timișoara |
| 1001–1200   | Universitatea din București         |